# Llista Democràtica dels Àrabs Israelians
La Llista Democràtica dels Àrabs Israelians (àrab: القائمة الديموقراطية لعرب إسرائيل, al-Qāʾima ad-Dīmūqrāṭiyya li-ʿArab Isrāʾīl; hebreu: רשימה דמוקרטית לערביי ישראל, Reiximà Demoqràtit le-Aravé Yisrael‎) fou un partit polític d'Israel, representant del Mapai entre els àrabs d'Israel. Fou una de les llistes satèl·lit àrabs creades amb la finalitat de captar vots àrabs i incloure els àrabs israelians en el funcionament de l'Estat per tal de demostrar que jueus i àrabs podien coexistir pacíficament.
A les eleccions de 1951 el partit va obtenir el 2% dels vots i va guanyar 3 escons, que van ser ocupats per Seif al-Din al-Zoubi, Masaad Kassis i Jabr Muadi. Igual que altres partits àrabs israelians en el moment, es va associar amb el Mapai de David Ben-Gurion, i com a resultat de l'associació, el partit fou inclòs en tots els governs de coalició del Segon Kenésset.
A les eleccions del 1955 el partit va perdre suport i fou reduït a dos escons, encara que el partit continuà sent part de la coalició governant. Cap al final de la sessió, el-Zoubi va sortir de la Kenésset per convertir-se en alcalde de Natzaret, i fou substituït per Muadi.
El partit no es presentà a les eleccions de 1959. Muadi es va unir a Cooperació i Germandat i va reaparèixer a la Kenésset després de les eleccions del 1961. El-Zoubi va tornar a la Kenésset amb Progrés i Desenvolupament (al que més tard es va unir també Muadi) a les eleccions de 1965.